# Hafling
Hafling (wł. Avelengo)  – miejscowość i gmina we Włoszech, w regionie Trydent-Górna Adyga, w prowincji Bolzano.
Liczba mieszkańców gminy wynosiła 732 (dane z roku 2009). Język niemiecki jest językiem ojczystym dla 97,67%, a włoski dla 2,33% mieszkańców (2001).